# Lynwood, Kalifornien
Lynwood är en stad (city) i Los Angeles County, i delstaten Kalifornien, USA. Enligt United States Census Bureau har staden en folkmängd på 70 257 invånare (2011) och en landarea på 12,5 km².